# イザベラ・ヴィドヴィッチ
イザベラ・ヴィドヴィッチ（Izabela Vidovic、2001年5月27日 - ）は、アメリカ合衆国の女優。

## 経歴
彼女はイリノイ州のシカゴでクロアチア人の両親の間に生まれた。彼女の母親は映画制作者、女優、そして作家であった。両親がクロアチア人あったためにヴィドヴィッチはクロアチア語を話せる。彼女はメリー・ポピンズ、キャンプロック、及びアニーに出演し7歳になるまでに段階的に女優業に力を入れていった。2011年には映画やテレビ番組に出演するようになった。2017年に『ワンダー 君は太陽』で主人公の姉オリヴィア（ヴィア）を演じた。この映画は日本でもヒットし、彼女は日本でも名が知られるようになった。